# Zastava 645
Le Zastava 645, est une gamme de camions légers et de moyen tonnage fabriquée par le constructeur serbe, (ex-)yougoslave, Zastava Kamioni de 1988 à 2012. Il remplace les Zastava 640.

## Histoire
C'est à partir des accords de coopération avec le constructeur italien Fiat S.p.A. du 12 août 1954 que Zastava lancera une fabrication régulière d'automobiles, de véhicules utilitaires et de camions. À partir de 1955, Zastava débuta l'assemblage et la fabrication sous licence des Zastava Campagnola AR 55 et Zastava 1100 TF.
En 1956, Zastava obtient la licence pour produire localement le petit camion Zastava 615, copie conforme du Fiat 615 original italien de Fiat V.I. mais équipé du même moteur essence de 1,9 litre de la Campagnola.
Cette série, Zastava 615 / 620 a connu un grand succès en Yougoslavie grâce aux qualités du véhicule, fiabilité et faible coût d'utilisation, mais surtout à sa polyvalence d'utilisation ; elle sera remplacée en 1973 par le Zastava 635, suivi du 640 en 1986.

## La gamme Zastava 645
Le Zastava 645 représente la version locale de la gamme Fiat-OM série « Z » lancée en Italie en 1977. La version yougoslave, lancée en 1988, fait suite à deux accords de coopération techniques et financiers conclus avec le groupe Fiat Iveco. Le premier en 1985 qui comporte une prise de participation de 35 % d'Iveco dans le capital de Zastava Kamioni avec le lancement de la fabrication locale du Zastava 640 et le second en 1988, qui permet le transfert de tout l'outillage de production de la gamme Iveco Zeta et TurboZeta chez Zastava Kamioni puisque cette gamme a cessé d'être fabriquée en Italie en fin d'année 1987.
Les Zastava 645 héritent des nouveaux moteurs Fiat 8040 à 4 cylindres et 8060 à 6 cylindres, Euro 3. La cabine sera légèrement retouchée lors du passage de la version Zeta à la TurboZeta, les phares deviendront rectangulaires et des déflecteurs sont ajoutés sur les côtés.
Ce véhicule très polyvalent, sera utilisé en d'innombrables variantes pour tous usages.

## Séries et modèles
La gamme Z.645 comporte 2 séries, Zeta et TurboZeta. 6 modèles composent la gamme qui reprend les terminologies italiennes :
- 50.9 camion Zeta dont la charge utile est de 2,85 tonnes et le moteur de 90 ch,
- 65.9 camion Zeta équipé du même moteur Fiat avec une charge utile de 3,75 tonnes,
- 65.12 camion TurboZeta équipé du moteur Fiat avec une charge utile de 4,1 tonnes,
- 79.12 camion équipé du même moteur Fiat 8040.02 avec une charge utile de 4,58 tonnes.
- 79.14 camion TurboZeta avec une charge utile de 4,65 tonnes,
- 85.14 camion TurboZeta avec une charge utile de 5,0 tonnes
- 109.14 camion TurboZeta avec une charge utile de 6,85 tonnes

Nota : cette codification Zastava reprend celle utilisée par Fiat V.I.  depuis 1945 et Iveco ensuite en 1975 : les deux premiers chiffres indiquent le PTC en quintaux (50 = 5 tonnes), le second groupe indique la puissance du moteur en dizaine de chevaux DIN (9 = 90 ch).
Distribué dans le réseau Zastava, il a été commercialisé en (ex-)Yougoslavie et dans les pays voisins du Comecon.
Ce véhicule fait partie de la grande famille Fiat-OM série « Z » et IVECO TurboZeta qui comprenait 14 modèles différents avec des PTC allant de 5 à 11 tonnes mais avec 3 moteurs distincts. La gamme Zeta a été commercialisée sous les marques FIAT et OM en Italie, Unic Fiat en France, Saurer OM en Suisse, Steyr en Autriche et Bussing puis Magirus-Deutz en Allemagne tandis que la gamme TurboZeta a été commercialisée dans tous les pays sous la seule marque IVECO sauf en Yougoslavie Zastava et en Turquie Otoyol.

## Caractéristiques techniques
| Modèle                                        | Années de production | Type moteur  | Cylindrée | Puissance             | Couple                 | PTC    |
| --------------------------------------------- | -------------------- | ------------ | --------- | --------------------- | ---------------------- | ------ |
| Zastava 50.9 - 4x2 - châssis cabine - plateau | 1988 - 1992          | Fiat 8040.05 | 3 908 cm3 | 88 ch à 3 000 tr/min  | 255 N m à 1 400 tr/min | 5,4 t  |
| Zastava 65.9                                  | 1988 - 1992          | Fiat 8040.05 | 3 908 cm3 | 88 ch à 3 000 tr/min  | 255 N m à 1 400 tr/min | 6,6 t  |
| Zastava 65.12 Turbo                           | 1992 - 2012          | Fiat 8040.25 | 3 908 cm3 | 116 ch à 2 700 tr/min | 314 N m à 1 600 tr/min | 7,1 t  |
| Zastava 79.12                                 | 1988 - 1992          | Fiat 8060.02 | 5 861 cm3 | 120 ch à 2 900 tr/min | 283 N m à 1 800 tr/min | 7,99 t |
| Zastava 79.14 Turbo                           | 1992 - 2012          | Fiat 8060.05 | 5 861 cm3 | 139 ch à 3 000 tr/min | 388 N m à 1 600 tr/min | 8,0 t  |
| Zastava 85.14 Turbo                           | 1992 - 2012          | Fiat 8060.05 | 5 861 cm3 | 139 ch à 3 000 tr/min | 388 N m à 1 600 tr/min | 8,75 t |
| Zastava 109.14 Turbo                          | 1992 - 2012          | Fiat 8060.05 | 5 861 cm3 | 139 ch à 3 000 tr/min | 388 N m à 1 600 tr/min | 11,0 t |

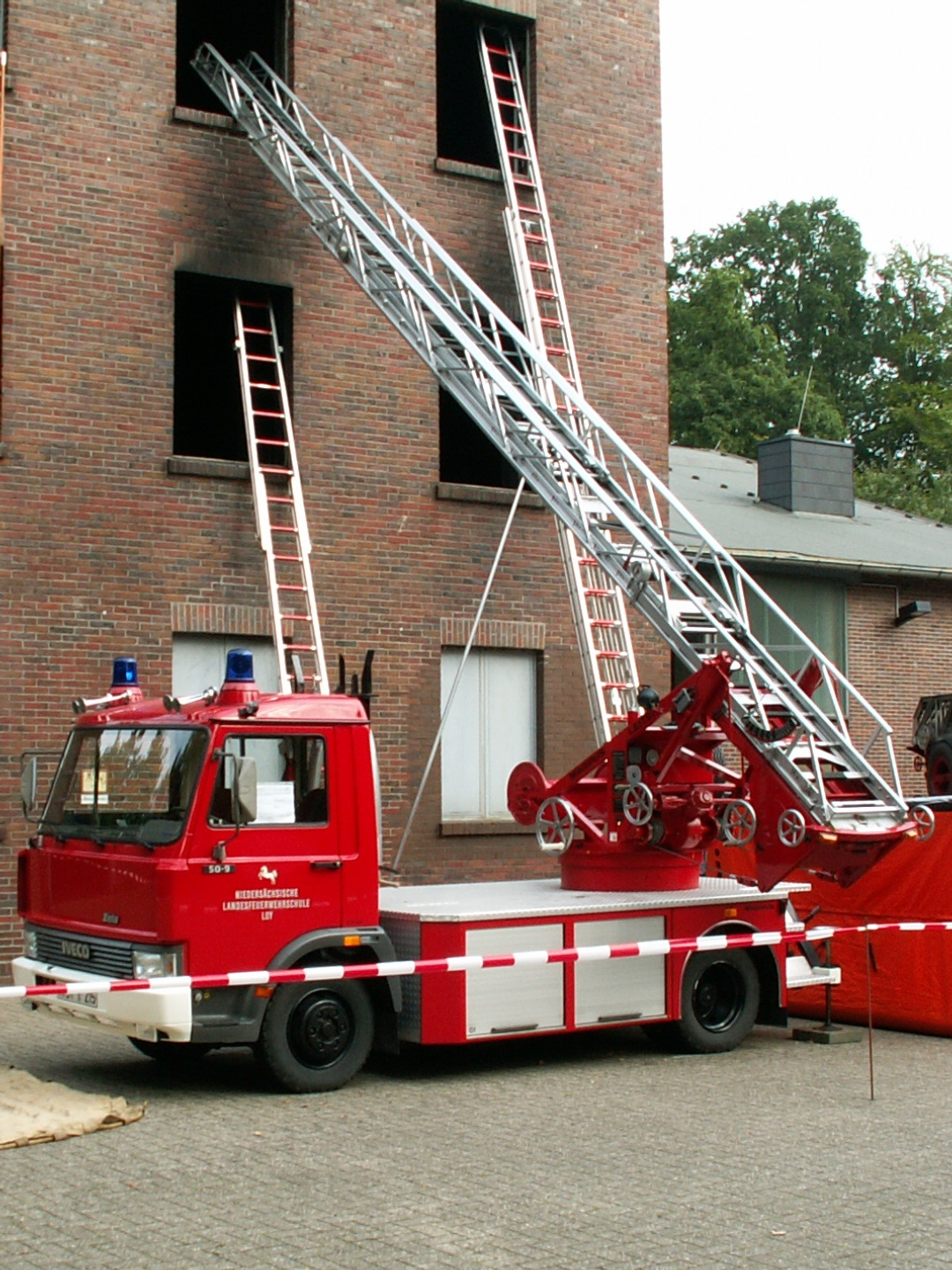
Iveco Zeta utilisé comme grande échelle pompiers

Cette série a aussi servi de base à la réalisation d'autobus midi, en Italie, en Yougoslavie et en Turquie Otoyol.
La principale différence entre les modèles Zeta et TurboZeta se trouve dans l'alimentation des moteurs. La gamme TurboZeta, comme son nom l'indique est équipée de moteurs turbocompressés. La différence apparente extérieure réside dans la forme des phares qui sont ronds sur les Zeta et rectangulaires sur les TurboZeta. De plus, la cabine des TurboZeta a été mieux insonorisée et son aménagement retravaillé pour augmenter le confort du conducteur. Des déflecteurs ont été ajoutés sur les côtés, au dessus des clignotants afin de diminuer les salissures sur les côtés.
La gamme TurboZeta a été remplacée en 2001 par la gamme EuroCargo en Italie et en 2012 par le Zastava EuroZeta en (ex) Yougoslavie.